# Индекс автомобильных номеров Туркменистана

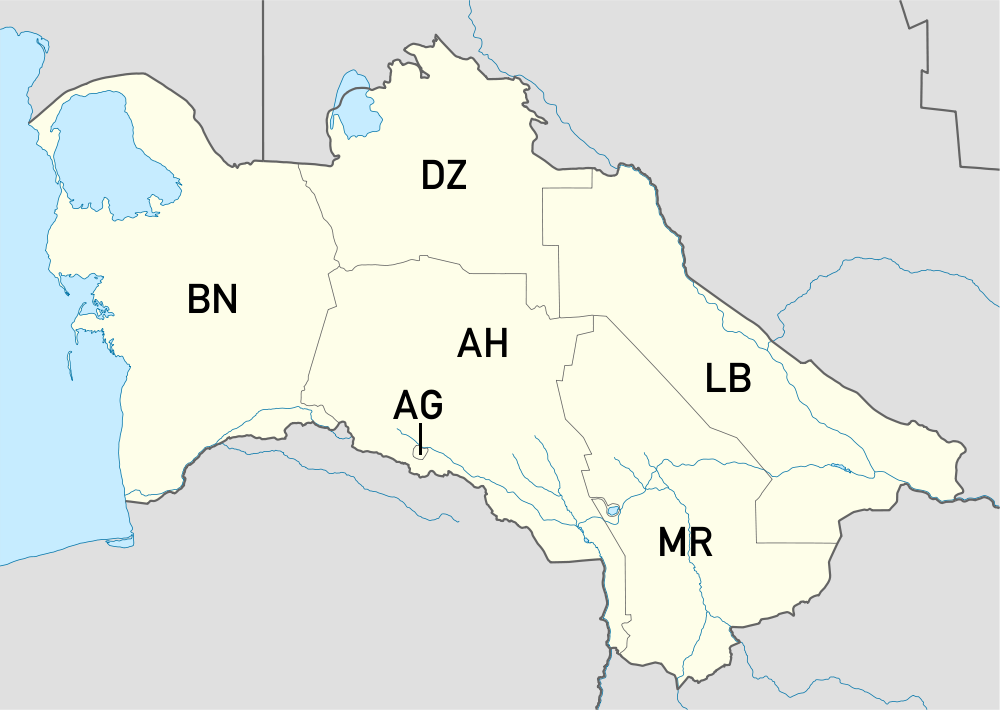
Карта

Регистрационные номерные знаки Туркменистана - государственные знаки, используемые для учёта автомобилей, мотоциклов, грузовой и строительной техники, прицепов, м устанавливающиеся на передней и задней частях автомобиля.

## История
Впервые номера на автомобилях Туркменистана появились во времена вхождения Туркменистана в состав СССР. С этого времени и вплоть до 1994 года в стране использовались автомобильные номера советского образца, принадлежавшие Туркменской ССР.
С 1994 года в Туркменистане начали выдавать номерные знаки собственного образца, но только на автомобили.
В 2009 году были введены новые номера для частного автотранспорта, была добавлена одна буква в начале номерного знака.
В 2012—2014 годах были введены номерные знаки для прицепов, мотоциклов и сельхозтехники. До этого периода вышеперечисленные транспортные средства регистрировались номерами советского образца.

## Типы выдаваемых регистрационных знаков
- Государственный регистрационный знак (ГРЗ) автомобилей Физических лиц

Выполняются чёрными символами на белом фоне. Слева помещается флаг Туркменистана, под которым написан код страны «TM», далее следуют две буквы серии (до 2009 года — одна), четыре цифры и две буквы кода региона (велаята).
|  |

- ГРЗ автомобилей юридических лиц, министерств и ведомств

Выполняются белыми символами на зелёном фоне. Слева помещаются элементы флага Туркменистана, под которым написан код страны «TM», далее следуют четыре цифры и три буквы, первые две буквы — код региона, третья — чередующаяся. Номера, начинающиеся с цифры «0», принадлежат высшему руководству страны, а также различным министерствам и ведомствам.
|  |

Несколько иной формат имеют следующие службы и министерства:
— Пограничная служба — после четырёх цифр следует буква «S» и ещё две цифры
|  |

— Министерство обороны — после четырёх цифр следуют только две буквы «GM» для министерства и буквы «MG» для частей и соединений МО РТ.
|  |

— Госавтоинспекция — после флага следует буква «D», далее — три цифры и буквосочетание «YGG».
|  |

— Свой формат есть у церемониальных номеров
|  |

- ГРЗ автомобилей нерезидентов

Выполняются чёрными символами на жёлтом фоне. Слева помещается флаг Туркменистана, под которым написан код страны «TM», далее следует цифра, буква «Н» и ещё пять цифр.
|  |

Автомобилям, предназначенным для экспорта из страны, выдаются номера иного вида: после флага следует буквосочетание «TDG» и четыре цифры.
С 2022 года перед буквосочетанием «TDG» стала ставиться одна цифра.
|  |

- ГРЗ мотоциклов

До 2011-2012 годов (а в некоторых районах и дольше) мотоциклы регистрировались соответствующими номерными знаками советского образца. В настоящий момент вводятся свои мотоциклетные знаки.
Выполняются чёрными символами на белом фоне, номерной знак квадратный, двухрядный. В верхнем ряду располагается флаг Туркменистана с автомобильным кодом и три буквы, первые две из которых обозначают регион, в нижнем ряду — четыре цифры.
|  |

- ГРЗ прицепов автомобилей

До 2011-2012 годов (а в некоторых районах и дольше) прицепы регистрировались прицепными либо мотоциклетными номерными знаками советского образца. В настоящий момент вводятся свои прицепные знаки.
Выполняются знаки в цветовой гамме и формате, соответствующим правовому статусу лица (физическое лицо, юридическое лицо, нерезидент) со следующими изменениями:
— у прицепов физических лиц регион кодируется в первых двух буквах, а две последние буквы — «TR»;
|  |

— у прицепов юридических лиц регион кодируется в последних двух буквах, перед которыми ставится буква «T»;
|  |

— у прицепов нерезидентов после буквы «Н» следует буква «Т», а количество цифр сокращено до четырёх.
|  |

- ГРЗ автомобилей сотрудников дипломатических представительств

Выполняются белыми символами на синем фоне. Слева помещается флаг Туркменистана, под которым написан код страны «TM», далее следуют две цифры (код страны представительства), буквосочетание «CD» и ещё три цифры.
|  |

- ГРЗ тракторов и тракторных прицепов

До 2013-2014 годов (а в некоторых районах и по настоящее время) трактора и их прицепы регистрировались соответствующими номерными знаками советского образца. В настоящий момент вводятся свои тракторные знаки.
Выполняются чёрными символами на белом фоне, номерной знак квадратный, двухрядный. В верхнем ряду располагаются четыре цифры, в нижнем ряду — три буквы, первые две из которых обозначают регион. В отличие от всех других типов, на данных номерных знаках не помещается государственная символика.
|  |

- Транзитные номера, возможно, остались без изменения.

## Коды регионов
| Регион             | Советский код                      | Современный код (с 13 февраля 2009) |
| ------------------ | ---------------------------------- | ----------------------------------- |
| город Ашхабад      | АШ                                 | AG                                  |
| Ахалский велаят    | АШ                                 | AH                                  |
| Балканский велаят  | БЛ (с 1991 года) НТ (до 1988 года) | BN                                  |
| Дашогузский велаят | ТЗ                                 | DZ                                  |
| Лебапский велаят   | ЧР                                 | LB                                  |
| Марыйский велаят   | МХ                                 | MR                                  |